# Tarantula (film)
Tarantula – amerykański film grozy z 1955 roku. 

## Opis fabuły
Profesor Gerald Deemer pracuje nad radioaktywną formułą, która umożliwia powiększanie zwierząt. Naukowiec chce dzięki niej rozwiązać problem głodu na świecie. Przypadkowo jednak z jego laboratorium ucieka tarantula, na której wcześniej przeprowadzał doświadczenia. Wkrótce w okolicy pojawi się olbrzymi pająk, który najpierw atakuje bydło, potem ludzi.

## Obsada
- John Agar - Dr Matt Hastings
- Mara Corday - Stephanie 'Steve' Clayton
- Leo G. Carroll - Profesor Gerald Deemer
- Nestor Paiva - Szeryf Jack Andrews
- Ross Elliott - Joe Burch
- Edwin Rand - Porucznik John Nolan
- Raymond Bailey - Dr Townsend
- Hank Patterson - Josh